# Spotted dick
Lo spotted dick (o spotted dog) è un dolce britannico. Si tratta di un pudding cotto al forno contenente frutta secca (in genere ribes e/o uva passa) e spesso servito con crema pasticcera. Il grasso di rognone, che veniva un tempo utilizzato per prepararlo, viene oggi sostituito dal burro e dalle uova, ingredienti che gli conferiscono una consistenza più simile al pan di Spagna.

## Storia
La più antica menzione del piatto è riportata su The Modern Housewife or ménagère (1849) di Alexis Soyer, ove viene menzionato un Plum Bolster, o Spotted Dick in cui bisogna "srotolare due libbre di pasta" e "prendere un po' di uva passa Smyrna lavata..." Nel 1892, il Pall Mall Gazette riportò che "le Sorelle Kilburn (...) soddisfacevano ogni giorno centinaia di portuali con zuppa e Spotted Dick". Il nome spotted dick apparve nuovamente in Working-men's Way in the World (1854) di C.M. Smith, in cui il piatto viene descritto come una "specie molto marinara di plum-pudding". Questo nome, così come railway cake, è più comune in Irlanda, dove è più simile a un soda bread con l'aggiunta di ribes. La presenza del termine dick (anche traducibile in "cazzo") ha reso il piatto oggetto di ilarità e doppi sensi, al punto che, nel 2009 lo staff di catering del Consiglio della contea di Flintshire ha deciso di rinominarlo Spotted Richard a causa di tutte le battute che essi stavano ricevendo.

## Etimologia
Se il termine spotted (ovvero "macchiato" o "maculato") è un chiaro riferimento alla presenza di frutta secca nel dolce, il termine dick era un termine dialettale ampiamente usato per definire il pudding e condivide la stessa etimologia di dough ("impasto"); nella Huddersfield del tardo diciannovesimo secolo, un glossario di termini locali descriveva il dick come un "pudding semplice". Se presenta della melassa viene conosciuto come treacle dick.